# Marsac (Creuse)
Marsac – miejscowość i gmina we Francji, w regionie Nowa Akwitania, w departamencie Creuse.
Według danych na rok 1990 gminę zamieszkiwało 781 osób, a gęstość zaludnienia wynosiła 40 osób/km² (wśród 747 gmin Limousin Marsac plasuje się na 169. miejscu pod względem liczby ludności, natomiast pod względem powierzchni na miejscu 351.).

## Populacja

Populacja Marsac w latach 1962–2008